# فهرست شهرستان‌های استان گیلان
فهرست شهرستان‌های گیلان با اطلاعات وضعیت شهرستان و آمار جمعیت (بر پایهٔ سرشماری رسمی سال‌های ۱۳۹۰ و ۱۳۹۵)
جمعیت استان گیلان طبق سرشماری سال ۱۳۹۰، برابر با ۸۷۴، ۴۸۰، ۲ نفر است که ۳. ۳ درصد از کل جمعیت کشور را در برمیگیرد. استان گیلان رتبه ۱۱ جمعیت کشور را دارا میباشد. تراکم جمعیت استان در سال ۱۳۹۰ برابر با ۱۷۷ نفر در هر کیلومترمربع بوده که گیلان را در رده استانهای پرتراکم کشور قرار داده و رتبه ۳ را در بین استانهای کشور به خود اختصاص داده است. شهرستان رشت با ۹۱۸۴۴۵ نفر جمعیت پرجمعیت‌ترین شهرستان و شهرستان املش با ۴۴۳۶۱ جمعیت کم جمعیت‌ترین شهرستان استان هستند.
| رتبه | نام شهرستان   | جمعیت ۱۴۰۰(پیش‌بینی) | جمعیت ۱۳۹۰ | جمعیت ۱۳۹۵ | سال تأسیس | نام‌های پیشین                         | مساحت             |
| ۱    | رشت           | ۹۵۰٬۰۰۰             | ۹۱۸٬۴۴۵    | ۹۵۶٬۹۷۱    | ۱۳۱۶      | دارلمرز، دارالامان، رشت بازار، وارنا | ۱۲۷۲ کیلومتر مربع |
| ۲    | تالش          | ۲۲۰٬۰۰۰             | ۱۸۹٬۹۳۳    | ۲۰۰٬۶۴۹    | ۱۳۲۳      | کرگانرود، هشتپر طوالش                | ۲۳۷۳ کیلومتر مربع |
| ۳    | لاهیجان       | ۱۷۰٬۰۰۰             | ۱۶۸٬۸۲۹    | ۱۶۷٬۵۴۴    | ۱۳۲۴      | کهندژ                                | ۱۴۲۸ کیلومترمربع  |
| ۴    | رودسر         | ۱۵۰٬۰۰۰             | ۱۴۴٬۳۶۶    | ۱۴۷٬۳۹۹    | ۱۳۳۷      | کوتم و هوسم و سنگ‌فرش                 | ۱۳۱۰کیلومتر مربع  |
| ۵    | لنگرود        | ۱۴۵٬۰۰۰             | ۱۳۷٬۲۷۲    | ۱۴۰٬۶۸۶    | ۱۳۳۸      | ؟                                    | ۴۸۰کیلومتر مربع   |
| ۶    | بندرانزلی     | ۱۴۲٬۰۰۰             | ۱۳۸٬۰۰۴    | ۱۳۹٬۰۱۶    | ۱۳۲۲      | بندر پهلوی                           | ۲۹۹کیلومتر مربع   |
| ۷    | صومعه‌سرا      | ۱۲۵٬۰۰۰             | ۱۲۷٬۷۵۷    | ۱۳۰٫۸۰۲    | ۱۳۳۸      |                                      | ۵۶۳ کیلومترمربع   |
| ۸    | آستانه اشرفیه | ۱۱۰٬۰۰۰             | ۱۰۵٬۵۲۶    | ۱۱۰۲۷۷     | ۱۳۵۸      | کوچان                                | ۴۲۶ کیلومتر مربع  |
| ۹    | آستارا        | ۹۵٬۰۰۰              | ۸۶٬۷۵۷     | ۹۱٬۲۵۷     | ۱۳۳۶      | اوستورو                              | ۳۴۴ کیلومتر مربع  |
| ۱۰   | رودبار        | ۹۲٬۰۰۰              | ۱۰۵٬۵۲۶    | ۱۲۶٬۳۱۵    | ۱۳۳۸      |                                      | ۲۵۷۴کیلومتر مربع  |
| ۱۱   | فومن          | ۹۵٬۰۰۰              | ۹۳٬۷۳۷     | ۱۰۳٬۱۹۰    | ۱۳۲۳      | دارالاماره، پومن، فومنات             | ۱۰۰۲ کیلومتر مربع |
| ۱۲   | رضوانشهر      | ۷۲٬۰۰۰              | ۶۶٬۹۰۹     | ۶۹٬۸۶۵     | ۱۳۷۶      | چهار راه                             | ۷۴۸ کیلومتر مربع  |
| ۱۳   | خمام          | ۵۵٬۰۰۰              | ۵۳٬۶۰۰     | ۵۴٬۸۰۰     | ۱۳۹۹      | خومام، خوبان                         | ۱۶۰ کیلومترمربع   |
| ۱۴   | ماسال         | ۵۵٬۰۰۰              | ۵۲٬۴۹۶     | ۵۲٬۴۹۶     | ۱۳۷۶      |                                      | ۶۲۲ کیلومتر مربع  |
| ۱۵   | شفت           | ۵۲٬۰۰۰              | ۵۸٬۵۴۳     | ۷۰٬۲۹۲     | ۱۳۷۴      |                                      | ۶۸۱ کیلومتر مربع  |
| ۱۶   | سیاهکل        | ۴۸٬۰۰۰              | ۴۷٬۰۹۶     | ۴۷٬۹۷۴     | ۱۳۷۶      |                                      | ۱۰۰۰ کیلومترمربع  |
| ۱۷   | املش          | ۴۳٬۰۰۰              | ۴۳٬۲۲۵     | ۴۴٬۲۶۱     | ۱۳۷۶      | امرش، آبلش                           | ۴۰۰ کیلومتر مربع  |

فهرست شهرستان‌های استان گیلان به ترتیب جمعیت براساس سرشماری مرکز آمار ایران در سال ۱۳۹۵
| رتبه | شهرستان               | مرکز          | جمعیت (۱۳۹۵) | مساحت شهرستان | تراکم جمعیت (بر km²) |
| ---- | --------------------- | ------------- | ------------ | ------------- | -------------------- |
| ۱    | شهرستان رشت           | رشت           | ۹۱۸٬۴۴۵      | ۱۲۱۵          | ۷۵۵/۹۲               |
| ۲    | شهرستان طوالش         | هشتپر         | ۱۸۹٬۹۳۳      | ۲۱۶۰          | ۸۷/۹۳                |
| ۳    | شهرستان لاهیجان       | لاهیجان       | ۱۶۸٬۸۲۹      | ۴۰۷           | ۴۱۴/۸۱               |
| ۴    | شهرستان رودسر         | رودسر         | ۱۴۴٬۳۶۶      | ۱۳۵۴          | ۱۰۶/۶۲               |
| ۵    | شهرستان لنگرود        | لنگرود        | ۱۳۷٬۲۷۲      | ۴۵۸           | ۲۹۹/۷۲               |
| ۶    | شهرستان انزلی         | انزلی         | ۱۳۸٬۰۰۴      | ۲۹۹           | ۴۶۱/۵۵               |
| ۷    | شهرستان صومعه‌سرا      | صومعه‌سرا      | ۱۲۷٬۷۵۷      | ۵۸۸           | ۲۱۷/۲۷               |
| ۸    | شهرستان آستانه اشرفیه | آستانه اشرفیه | ۱۰۵٬۵۲۶      | ۴۲۳           | ۲۴۹/۴۷               |
| ۹    | شهرستان رودبار        | رودبار        | ۱۰۰٬۹۴۳      | ۲۵۱۷          | ۴۰/۱۰                |
| ۱۰   | شهرستان فومن          | فومن          | ۹۳٬۷۳۷       | ۱۰۰۲          | ۹۳/۵۴                |
| ۱۱   | شهرستان آستارا        | آستارا        | ۸۶٬۸۵۷       | ۴۳۰           | ۲۰۱/۹۹               |
| ۱۲   | شهرستان رضوانشهر      | رضوانشهر      | ۶۶٬۹۰۹       | ۷۴۸           | ۸۹/۴۵                |
| ۱۳   | شهرستان شفت           | شفت           | ۵۸٬۵۴۳       | ۵۹۹           | ۹۷/۷۳                |
| ۱۴   | شهرستان ماسال         | ماسال         | ۵۲٬۴۹۶       | ۴۶۵           | ۱۱۲/۸۹               |
| ۱۵   | شهرستان سیاهکل        | سیاهکل        | ۴۷٬۰۹۶       | ۹۷۲           | ۴۸/۴۵                |
| ۱۶   | شهرستان املش          | املش          | ۴۴٬۲۶۱       | ۴۰۷           | ۱۰۸/۷۴               |